# شيرلوك هولمز وقضية الجورب الحريري
شيرلوك هولمز وقضية الجورب الحريري هو فيلم تلفزيوني بريطاني بث لأول مرة على قناة "بي بي سي ون" في 26 ديسمبر 2004. أنتجته شركة "تايجر أسبيكت"، وكتب نصه ألان كيوبت، وجاء كتَتِمة لنفس الشركة التي قامت في السابق بإنتاج تكييف لقصة كلب آل باسكرفيل، والذي عرض على "بي بي سي" في عام 2002.
في هذا العمل، وفي خطوة مختلفة عن الجزء السابق، تم استبدال الشخصية الرئيسية، فبينما استمر إيان هارت في دور الدكتور واتسون، أدى دور شيرلوك هولمز في هذا العمل الممثل روبرت إيفيريت، وهو تبديل ملحوظ أضفى طابعًا جديدًا على نبرة الشخصية ومظهرها في ذلك السياق الدرامي المعاصر.

#### الإنتاج والعرض الأول
- الشبكة العارضة: "بي بي سي ون"
- تاريخ العرض الأول: 26 ديسمبر 2004
- المدة: 99 دقيقة
- الإنتاج: "تايجر أسبيكت" و"بي بي سي"

#### الطاقم الفني
- الكتابة: ألان كيوبت
- الإخراج: سيمون سيلان جونز
- التصوير السينمائي: دافيد كاتزنلسون
- التحرير: بول جاريك
- الموسيقى: أدريان جونستون

## حبكة
في نوفمبر من عام 1903، ضجت لندن بسلسلة جرائم وحشية، حيث عثر على فتيات قضين نحبهن، وقد جعلت جوارب الحرير غصة في حلوقهن، كأنها ختم الموت الذي يحمل بصمة المجرم الغامض. وإذ عجز رجال الشرطة عن فك شفرة هذه الجرائم، لجأ الدكتور واتسون إلى معلمه القديم، هولمز، الذي كان قد اعتزل العمل وانغمس في عزلة تغلب عليها المرارة والخَيبة. وفي لحظة من الفضول أنقذته من الركود، قرر هولمز أن المقتولات لسن من عاهرات الأزقة، بل هنّ من ذوات الأصول الطيبة، وهو ما يضفي غموضًا أعمق على أسلوب القاتل ودوافعه.
ويبدو أن القاتل لم يترك خلفه إلا شذرات من أثر، تتضمن: بصمة إبهام، وزوجًا من أحذية الرقص، وزجاجًا مكسَّرًا، ورائحة نافذة لمادة "الكلوروفورم"، وجوربًا حريريًا أُزيل من حلق إحدى الضحايا. ولكن أكبر العلامات إثارة للهاجس كانت تتصل بولع القاتل بالأقدام، وهو هوس يشير إلى أبعاد نفسية وطرائق سادية، مما يجعل التحقيق في هذه القضية يسير في طريق وعر مليء بالشكوك والخدع.
يستجوب هولمز إحدى الناجيات—فتاة صغيرة أُطلق سراحها على ما يبدو من قبل خاطفها لأنها تعاني من قدم مشوهة—ويرتب لها أن ترى "عن طريق الخطأ" الخادم الذي يُشتبه في كونه القاتل، رغم أعذاره القاطعة. تتعرف الفتاة عليه باعتباره خاطفها، لكن بصمة الإبهام تبرئ المشتبه به. بعد ذلك، يجهز هولمز فخًا للقاتل: يستخدم أخت إحدى الضحايا ويجعلها تمثل مشهدًا دراميًا في حفل حضره الملك والملكة. زيها المستوحى من الطراز "الإغريقي-الروماني" مكشوف، وصنادلها تظهر قدميها. بعد العرض، تبتعد لتكون بمفردها؛ يقوم المشتبه به بتخديرها، ولكن سرعان ما يتم القبض عليه من قبل هولمز ووضعه تحت الحراسة. تعود الأخت إلى المنزل ويضعها والدها في سريرها.
بحدسه النافذ، يلتفت هولمز إلى الناجية الوحيدة، فتاة صغيرة أُطلق سراحها من قبل المجرم لسبب غامض، فإذا به يكتشف أن فارقها الجسدي—قدمها المشوهة—هو ما أنقذ حياتها، وكأن القاتل لم يطق نشازًا في "سمفونيته" المرضية. ويدبر هولمز لهذه الفتاة رؤية خادم يُشك فيه، رغم أنه يحتمي بذريعة الغياب والشهود التي تجعله في مأمن من الاتهام. ومع ذلك، فإن الفتاة تتعرف عليه في الحال، وتجزم بأنه كان خاطفها، لكن بصمة الإبهام التي وُجدت في مسرح الجريمة تبرئه، فيزداد اللغز غموضًا، وتحكم الحيلة قبضتها على هولمز وواتسون.
وبحكمة اللاعب الذي يفهم شغف خصمه، يجهز هولمز فخًا بارعًا، ويجعل الطُّعم فيه أخت إحدى الضحايا. فتظهر الفتاة في مشهد درامي في محفل يحضره الملك والملكة، وهي مرتدية زيًا مستوحى من "الإغريق والرومان"، حيث تتجلى فيه القدمان عاريتين كما يحب القاتل ويهوى. وحين تبتعد منفردة كمن تسير إلى قدرها، يتحرك الظل الذي كان يراقب، فيتسلل المجرم إليها ويستدرجها بالسحر القاتل الذي استعمله مع سابقاتها. وإذا به يسقط في المصيدة كما تسقط الفريسة المغترة، ويجد نفسه في قبضة هولمز، الذي أحكم خطته كما يحكم الصياد شباكه.
وبسرعة، يُلقى القبض على القاتل ويُساق إلى العدالة، وتعود الفتاة إلى بيتها، حيث يستقبلها والدها ويؤويها إلى سريرها، وكأن الجرح المفتوح في قلبه قد التأم، وكأن المدينة تنفست الصعداء بعد أيام من الرعب والهلع.
وإذا بالحقيقة تستدير مرة أخرى في غمضة عين، فإذا ببصمة الإبهام—وهي الدليل الذي بدا حاسمًا—لا تطابق بصمة المتهم، فيشك هولمز أن القاتل ليس فردًا واحدًا، بل هو ظل لتوأم مطابق، يتحرك في مدار خفي، ويضرب حين يظن الناس أن العدالة قد أحكمت قبضتها. وإذ يدرك هولمز ذلك، يسارع إلى جهاز "الهاتف"، ويتصل بوالد الفتاة التي كانت الطُّعم، ليحذّره من الخطر الذي لا يزال يحوم حولها.
ولكن العدو كان أسرع من صوت الهاتف، فإذا بالوالد يدرك، وبرعب يتجلى في عينيه، أن سرير ابنته فارغ، وأن القاتل الحقيقي قد سبقهم بدقائق واختطفها. وعلى الجانب الآخر، تلوح في عين المشاهد صورة الرجل "المقنَّع"، يحمل الفتاة على كتفه ويمضي بها في الأزقة المعتمة، وحين يسقط الضوء على وجهها، تبدو الجروح المتشعبة وآثار الزجاج المهشم، وقطرات الدماء تنزل منها كصمت يشير إلى وحشية المجرم وأثره المتخفي.
وهكذا، يدرك هولمز أن اللغز ما زال متشعبًا، وأن العدو الذي ظنوه في القفص، كان له وجه آخر يتحرك في الظلال، وأن السباق مع الموت لم ينتهِ بعد.
وإذا بـ"الشرطة" تضيق الخناق على الأخ المتهم، فتجبره على أن يقودهم إلى مخبأ توأمه، ولكن الأخير يتحيَّن الفرصة ويتفلت كالأفعى من بين أيديهم، متواريًا في أزقة لندن المعتمة، كما توارى من قبل وأوهم العدالة بأنه غير موجود.
وبينما تسابق القوات الزمن، يكون هولمز هو الذي يصل أولًا إلى جحيم الجريمة قبيل وقوعها بلحظات. يجد القاتل قابضًا على رقبة فتاته الجديدة، وقد لفّ حولها جوربًا حريريًا، وأخذت أنفاسها تُحشر في صدرها كمن يجذبه القدر إلى الهاوية. فيقفز واتسون، وبيده "سكين"، ويقطع القيد الحريري، ويبدأ في إجراء ما يشبه عملية "الإنعاش القلبي الرئوي"، وإن لم تكن هذه الطريقة قد صارت معروفة ومتَبناة بعد في عصرهم.
وفي وسط هذه الدراما المتوهجة، يستطيع هولمز بدهائه أن يدفع القاتل التوأم إلى الاعتراف، فينطق بحقيقته الدفينة: أنه لم يكن يسعى إلى القتل فقط، بل إلى لحظات يراهن فيها وهنَّ في أسره، يحدقن إليه، يحس بنفسه وكأنه يسيطر على حياتهن ويمسك بزمام قدرهن.
وفي ختام هذه المطاردة الطويلة، يُقتاد التوأمان إلى "السجن"، ويُسدل الستار على قضية كانت مليئة بالخداع والوجوه المزدوجة، ليبقى هولمز في موضعه كالمخادع الأكبر، يستخرج الحقيقة من بين الأقنعة، ويطارد الوحوش في أزقة لندن المعتمة.
وبعد أن أُسدل الستار على الجرائم، وتم إحكام قيد العدالة حول التوأم القاتل، كانت لحظة الختام تحمل معها وجهًا آخر من التغيير. فإذا بواتسون، رفيق الدرب وسند المحقق العتيد، يعقد قرانه على خطيبته "جيني فانديلور"، وهي محللة نفسية أمريكية كانت من المساهمين في فك شفرة الجرائم. ومع وداع الأحبة وتوديع الحياة القديمة، يصعد العروسان على متن "القطار"، متوجهين في رحلة شهر العسل، ويترك واتسون وراءه صفحة طُويت من الحياة المشتركة في مطاردة الأسرار ومواجهة الخطر.
وحين يمضي الجميع، وتخلو الموائد من الأصدقاء، يظل هولمز وحده، يجلس في زاوية مظلمة، وأمامه مائدة خالية، لا رفيق له سوى أفكاره وظلال القضايا التي مضت. فهذه هي لعنة من يحيا في طلب الحقيقة، أن يجدها ويفكّ طلاسمها، ثم يكون أثره في نفوس الآخرين مجرد ذكرى لمن رحلوا، ومصاحبة العزلة في امتداد زمان لا ينقضي.
وهكذا، يُطوى فصل آخر من حياة المحقق الأسطوري، ويبقى هولمز في موضعه، كما كان دائمًا، صاحب العقل الذي يفكك أعقد الأسرار، ولكنه في النهاية، يبقى أسير وحدته، يودّع بصمت كل من مضوا، وينتظر—لعلّه في يوم آخر—تحديًا جديدًا يخرجه من صمته الموحش.

## طاقم التمثيل

#### "الأدوار الرئيسية"
- روبرت إيفيريت – شيرلوك هولمز
- إيان هارت – الدكتور واتسون

#### "الشخصيات الثانوية والمحورية"
- نيكولاس باليسر – الدكتور دنوودي
- نيل دَجْنُ – المفتش ليستريد
- آن كارول – السيدة هدسون

#### "عائلة هيلهوتون ومحيطها"
- تامزين إيجرتون – ميراندا هيلهوتون
- راشيل هيرد-وود – إيموجين هيلهوتون
- كريستين كافانا – السيدة هيلهوتون

#### "عائلة ماسينغهام والمشتبه بهم"
- بيرديتا ويكس – روبرتا ماسينغهام
- جنيفر مول – جورجينا ماسينغهام
- جوليان وادهام – هيوغو ماسينغهام
- بيني داوني – جوديث ماسينغهام

#### "الشخصيات المساندة"
- إليونور ديفيد – ماري بينتني
- جون كونينغهام – بيتس
- مايكل فاسبندر – تشارلز ألين
- جوناثان هايد – جورج بينتني
- هيلين ماكروري – السيدة جيني فانديلور

#### "الشرطة والمحققون"
- روجر مونك – العامل
- جوناثان إيميت – شرطي
- ماكس هارفي – مدير المراسم
- آندي ويشر – شرطي دورية
- غاي هنري – السيد بيلني

#### "الخدمُ والمرافقون"
- جينا بيك – الخادمة

## الإنتاج

### التطوير
حظي هذا الإنتاج بدعم مالي جزئي من قبل مؤسسة "دبليو جي بي إتش" الأمريكية، وهو أحد البثوث الرئيسية في قناة "بي بي إس"، وقد تم عرضه في "مسرح الروائع" في العام 2005. ومع أن العمل كان في الأصل يحمل عنوان "شيرلوك هولمز والموسم القاتل" (Sherlock Holmes and the Deadly Season)، إلا أن العنوان تم تغييره قبل العرض بأسابيع قليلة.
وفي حين أن "إيان هارت" استعاد دوره كما في فيلم "كلب آل باسكرفيل"، فقد تم استبدال الممثل "ريتشارد روكسبرغ" في دور "شيرلوك هولمز" بالممثل "روبرت إيفيريت"، وهو تبديل أضفى طابعًا مختلفًا على الشخصية في هذا التكييف.
ومن المفارقات، أن "غاي هنري"، الذي كان قد جسّد دور "شيرلوك هولمز" سابقًا في مسلسل "شيرلوك الصغير: لغز قصر مانور"، تم اختياره في هذا الفيلم لدور ثانوي فقط، حيث لعب شخصية "السيد بيلني".
تم إخراج الفيلم على يد "سيمون سيلان جونز"، وصُوّر الإنتاج في لندن وما حولها في أواخر صيف عام 2003. وكانت الموسيقى التصويرية من تأليف أدريان جونستون.
في لحظة مثيرة للريبة والغموض في الفيلم، قدّمت السيدة "جيني فانديلور" لشيرلوك هولمز كتابًا ما، وقد كان "الاضطرابات الجنسية النفسية" (Psychopathia Sexualis)، وهو أحد أكثر الأعمال جرأة في العصر الفيكتوري، إذ يُعنى بتشريح العقول المضطربة ومناقشة الجوانب النفسية للسلوك المنحرف في المجتمع.
ويبدو أن اختيار هذا الكتاب لم يكن محض صدفة، بل يشير إلى الجانب النفسي المعقد للقاتل، والهوس الذي يسيطر عليه. وبالنسبة لهولمز، فهذا الكتاب يُحتمل أن يكون مفتاحًا يساعده في فهم الطابع النفسي للمجرم، ويضيف بعدًا آخر للطريقة التي يحلل بها أعقد الجرائم.

### الكتابة

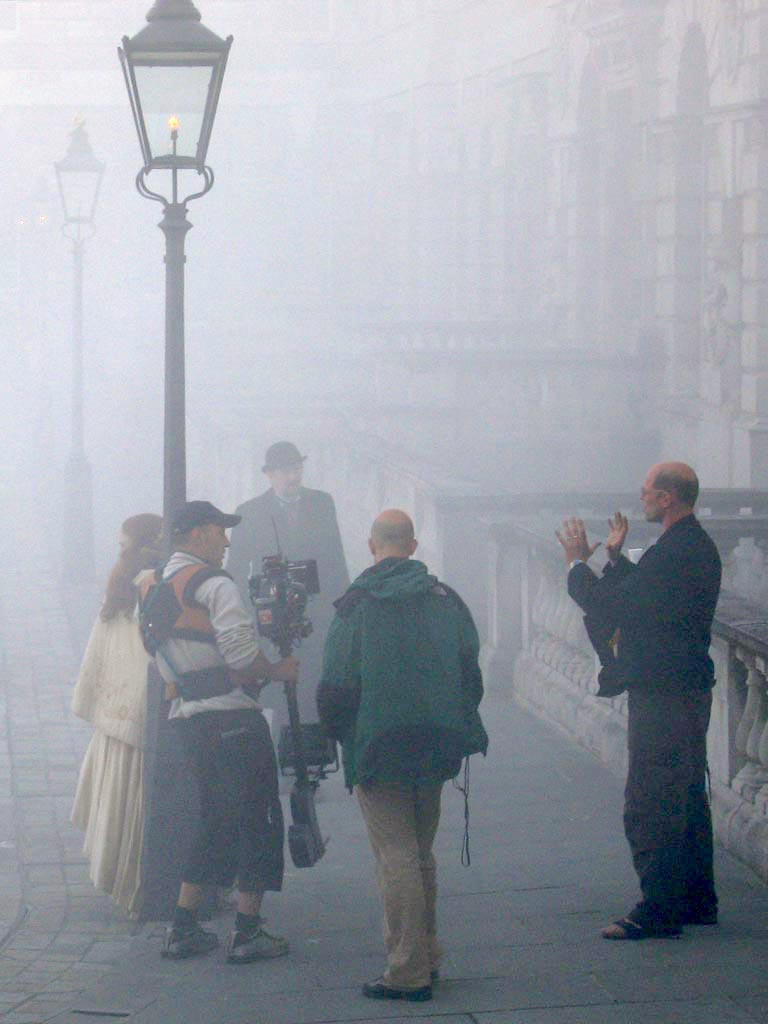
تصوير في موقع في "سومرست هاوس" لفيلم "شيرلوك هولمز وقضية الجورب الحريري"

على خلاف "كلب آل باسكرفيل"، الذي كان تكييفًا مباشرًا لإحدى قصص "آرثر كونان دويل"، جاء فيلم "شيرلوك هولمز وقضية الجورب الحريري" بحكاية جديدة كتبها "ألان كيوبت"، ومع ذلك، احتفظ النص ببعض العبارات المقتبسة من حوارات هولمز في الأعمال الأصلية، فمن خلالها يتماسّ العمل مع جوهر الشخصية دون أن يكون تقليدًا مجردًا لقصص "دويل".
وقد وضع "كيوبت" أحداث الفيلم في بداية القرن العشرين، وأضاف لواتسون زوجة جديدة، مشيرًا إلى أن الشريكين لم يعملا معًا منذ فترة طويلة. وبهذا التغيير، يوفر العمل بُعدًا إنسانيًا واجتماعيًا، يظهر فيه واتسون بعيدًا عن ظلّ هولمز، ومنفصلًا عن عالمه القائم على المحاصرة الدائمة للألغاز والأحاجي، ولكن قوى القدر تعيده ليشاركه مغامرة أخرى.
وفي خطوة غير تقليدية، صرّحت "ريبيكا إيتون"، المنتجة التنفيذية في "دبليو جي بي إتش بوسطن"، والتي شاركت في إنتاج العمل مع "بي بي سي" و"تايجر أسبيكت برودكشنز"، قائلةً بعبارة مازحة:
"هذا خروج عن المألوف، وهذا ما نسميه في "بي بي إس" حين لا نعرف ما سيحدث. قد نتعرض للعقاب من شرطة "كونان دويل"، أو على الأقل نُوبَّخ بشدة، لأننا ننحرف عن منطق القصص الأصلية."

## الاستقبال
تلقى "شيرلوك هولمز وقضية الجورب الحريري" تقييمات متباينة، حيث جاءت الآراء منقسمة بين متحمّس للرؤية الجديدة ومعترض على التغييرات التي أُدخلت على العالم التقليدي لهولمز. فقد كتبت "نانسي بانكس-سميث" في "ذا غارديان" تعليقًا يتسم بالسخرية:
"لقد شعرت بأن هذه القصة الغريبة كانت مخصصة لإرضاء الأذواق الأمريكية. فالملك أُعلن بصورة رسمية كـ 'الملك إدوارد السابع'، والدوقة كانت على علاقة مع خادمها، بل اتضح في النهاية أنهما كانا خادمين، وواتسون تزوج محللة نفسية "يانكية" [أمريكية]، وأما ضباب لندن فلم يتبدد أبدًا."
ويظهر من نبرة "بانكس-سميث" أنها ترى في الفيلم محاولة لمواكبة الذوق الأمريكي وإضفاء طابع "هوليوودي" على القصة، في حين أن عشاق "كونان دويل" المحافظين كانوا يتوقعون أن يكون العمل أوفى لروح الأصل، دون مساس بالعناصر "الكلاسيكية" التي جعلت من شيرلوك هولمز أسطورة في عالم الأدب التحقيقي.
حظي فيلم "شيرلوك هولمز وقضية الجورب الحريري" بتقييم جيد في المجمل، فحسب "ميتاكريتيك" حصل العمل على تقييم 75 من 100 في عام 2014، مما يشير إلى استقبال إيجابي نسبيًا من قبل النقاد والجمهور.
وقد أشاد "روبرت بيانكو" من "يو إس إيه توداي" بأداء "روبرت إيفيريت"، قائلًا:
"إيفيريت يتمسك بما يكفي من سمات هولمز كما تخيله كونان دويل ليكون شخصية "شيرلوكية" حقيقية، وفي الوقت نفسه ينحرف بقدر كافٍ ليضيف للشخصية جانبًا مسليًا ومختلفًا يميزه عن السابقين."
أما "دوروثي رابينوويتز" من "وول ستريت جورنال"، فأثنت على أداء إيفيريت، ووصفت تجسيده لهولمز بأنه:
"يؤدي دور المحقق البارع بخفة وحرفية، فتتضمن شخصيته صمتًا معذبًا يعكس تأملاته العصبية، ممزوجة بلمسات من الهيبة المبالغ فيها التي تضفي طابعًا مختلفًا على العمل."
وفي نفس السياق، وصفت "ماريلين ستاسيو" في جريدة "ذا ديلي تلغراف" تجسيد إيفيريت لهولمز بأنه:
"أنيق وبطابع فاخر."
جاءت المراجعات النقدية لفيلم "شيرلوك هولمز وقضية الجورب الحريري" متباينة، بين من رأى فيه إضافة مثيرة لسلسلة أعمال هولمز، وبين من وجده تكييفًا باهتًا لا يضيف إلى الإرث "الكلاسيكي" شيئًا يُذكر.
فقد كتبت "ميلاني مكفارلاند" في "سياتل بوست-إنتليجنسر":
"تحتوي قضية الجورب الحريري على أكثر من نصيبها المعتاد من العبارات الباهتة، وفي الوقت نفسه يبدو المفتش ليستريد، الذي يؤديه نيل دجن، كشخصية هامشية، بالكاد تُرى في السياق. ومع ذلك، فإن إيفيريت يعوض هذه السلبيات من خلال أدائه المروّع والمبدع لهولمز، مما يضفي عمقًا وهالة مختلفة على الشخصية."
ومن جهته، كتب "برايان لوري" في "فاريتي":
"تُعتبر قضية الجورب الحريري إضافة ضعيفة نسبيًا إلى فيلموغرافيا هولمز، وإن كان في المجمل يحمل قدرًا كافيًا من السمات الذهنية التي تلامس روح الشخصية. ولكن إذا طُلب مني تفضيل شكل من أشكال هولمز بعد كل هذه المحاولات التجديدية، فإنني أفضل رؤيته في الأفلام "الأبيض والأسود"، حيث تكمن روحه الأصيلة."
صنفت "صحيفة ديلي تلغراف" إيفيريت في المرتبة 12 في قائمة أعظم 20 شخصية لشيرلوك هولمز.

## إصدار DVD
تم إصدار الفيلم على قرص DVD في عام 2005، مع تعليق صوتي من قبل سيليان جونز والمنتجة إلينور داي.